# Эрьзя, Степан Дмитриевич
Степа́н Дми́триевич Э́рьзя (настоящая фамилия — Нефёдов; 27 октября [8 ноября] 1876, Баево, Симбирская губерния — 24 ноября 1956, Москва) — советский художник, ваятель, мастер скульптуры, представитель стиля модерн. Эрзянин.

## Биография

### Происхождение
Родился 27 октября (8 ноября) 1876 года в эрзянском селе Баево Алатырского уезда Симбирской губернии в семье крестьянина. Крещён в Покровской церкви села Ахматово. Детство провёл в деревне Баевские Выселки, сёлах Алтышево и Ахматово.
Окончил церковно-приходскую школу в селе Алтышево. В 1892 году семья переехала в Алатырь. Первые уроки изобразительного искусства получил в иконописных мастерских Алатыря и Казани, где занимался росписью церквей приволжских сёл и городов.
С 1902 по 1906 год учился в Московском училище живописи, ваяния и зодчества; студент Сергея Волнухина и князя Паоло Трубецкого.

### Дореволюционный период творчества
С 1906 по 1914 год жил в Италии и Франции. Мастер создал здесь произведения «Тоска» (1908), «Тюремный священник», «Последняя ночь» (1909), «Каменный век» (1911), «Марта» (1912). Участвуя в международных выставках в Венеции и Милане (1909), выставке «Осенний салон» в Париже (1912), получил мировое признание. В этот период своего творчества мастер стоял на пути революционного обновления искусства скульптуры, опираясь на достижения мирового искусства и народное творчество эрзянского народа.

### Основные темы и мотивы искусства
Новый этап в развитии искусства Эрьзи начинается после Октябрьской революции 1917 года. Послереволюционное десятилетие стало одним из самых трудных в жизни Эрьзи, полным неожиданных поворотов и потрясений. Он с надеждой принял революцию и с энтузиазмом включился в Ленинский план монументальной пропаганды. В поисках материала, лучших условий для работы и с желанием учить мастерству скульптуры новое поколение, он ездил по стране: с 1918 по 1921 год Эрьзя жил на Урале (в селе Мраморском и Екатеринбурге), с 1921 по 1922 год — в Новороссийске, Батуми (1922), Баку (1923—1925). За этот короткий период им был создан ряд монументальных произведений:
- памятник «Освобождённому труду», «Уральским коммунарам», Карлу Марксу в Екатеринбурге;
- В. И. Ленину в Батуми (1922);
- скульптурное оформление Дома союза горняков в Баку (1923);
- работы в станковой пластике: «Народный трибун», «Узник» (1920), «Жертвы революции 1905 года» (1926) и др.

Со временем взаимодействия с властью осложнились тем, что главенствующее положение в культурной политике заняли представители левых течений в искусстве, отношение которых к творчеству Эрьзи было негативным. Только 30 лет спустя, в Аргентине, Эрьзя рассказал о пережитом в те годы Л. Орсетти:
Повсюду господствовали футуристы… В Екатеринбурге я видел, как футуристы уничтожили произведения искусства, которые были плохими по их мнению… и в музеях, и то, что дарили в музей коллекционеры произведений искусства, владельцы магазинов… В Екатеринбурге сожгли даже большую библиотеку….
Эрьзя вспоминает далее о том, что собственное мнение и свою позицию в искусстве он отстаивал перед любой властью. На Урале ему пришлось пережить наступление Колчака. И, может быть, только потому, что он не был облечён никакими правами, никакими полномочиями, он остался жив. Эрьзя вспоминает, что белые его знали, «…ценили мои произведения, меня самого, несмотря на то, что я резко защищал красных от обвинений белых…». Он также говорил, что в революционную эпоху, когда господствовала анархия, «… были те, кто разрушал, чтобы только разрушить… но были и люди высокой культуры, например Луначарский».
На Урале и на Кавказе скульптор создал десятки произведений, в которых образы революционного народа и его вождей героизированы в духе классицистической традиции. Зритель, однако, не был готов воспринимать обнаженным «Великого кузнеца мира» и тем более произведения на библейские темы, — например, знаменитую «Еву» (1919) или барельеф «Иоанн Креститель» (1919), которые скульптор продолжал создавать, как бы не ведая никаких запретов. И на Урале, и на Кавказе под руками мастера был его излюбленный материал — мрамор, но поскольку реализация Плана монументальной пропаганды происходила в сжатые сроки, многие произведения Эрьзя выполнил в цементе, и впоследствии они были утрачены.
Говоря о трудностях, которые испытывали скульпторы в послереволюционной России, Яков Тугендхольд отмечал, прежде всего, трудности материального характера — отсутствие отапливаемых мастерских, хороших материалов, дорогостоящие натуры. Эти трудности Эрьзя умел преодолевать, хотя их решение стоило ему очень больших материальных затрат. Главным препятствием в творчестве стали требования критики творить в духе революционного позитивизма, чтобы искусство приносило пользу в деле строительства нового мира. Эрьзя испытывал настоящий творческий кризис. Он пишет с Урала своему другу Г. Сутееву:
Неужели мне не дадут работать, где возможно. Просто мне опротивела вся жизнь; я прихожу временами в отчаяние… Такой жалкой жизнью жить не стоит, а, главное, не могу работать, а без скульптуры мне нет жизни.
Как вспоминает сам автор в разговоре с Орсетти, Эрьзя говорит, что только чудом уцелел в годы Гражданской войны, переезжая из одного конца страны в другой и попадая под перестрелки:
Меня подавила революция. Я согнулся под её тяжестью… Наконец, я закончил борьбу.

### Европейский период творчества
Эмиграция была для Эрьзи вполне осознанным, хотя и трудным решением. С одобрения Луначарского осенью 1926 года Эрьзя уезжает в Париж в командировку для устройства своей персональной выставки. Однако он остаётся там почти на полгода, так как, кроме персональной, участвует ещё в IV выставке «Художественный мир» в Салоне Независимых. Обе выставки прошли успешно и принесли Эрьзе значительные средства. Получив приглашение устроить выставку в Монтевидео, он уезжает в Латинскую Америку и в результате в 1927 году поселяется в Аргентине.

### Аргентинский период творчества

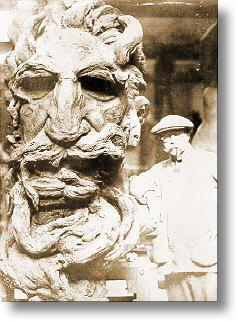
Степан Эрьзя у своей работы «Моисей» в Аргентине

С 1927 по 1950 год скульптор работал в Аргентине. Европейская известность позволяла ему надеяться, что в Новом Свете тоже можно добиться успеха. После парижской выставки Эрьзя привёз в Аргентину 30 своих работ с намерением показать их публике. Сразу же по прибытии скульптора в Аргентину, ведущие газеты Буэнос-Айреса опубликовали на видных местах большие статьи о творчестве, снабжая их репродукциями произведений мастера. Подчёркивается известность Эрьзи в Европе и сложности его отношений с новой властью в России. Так, местная газета на немецком языке «Deutsche la Plata Zeitung» считает, что сильная личность скульптора не восприняла ничего из революционного духа, но со своей страстью и темпераментом воплощает в пластике общечеловеческие идеалы. Слова скульптора о том, что русская революция не вдохнула в искусство новые формы, были вынесены в заголовок статьи. Газеты называют Эрьзю странником, а его жизнь — загадочной. Сразу же в некую причинную связь были поставлены обстоятельства его жизни, его происхождение и творчество.
Возникла почти легенда, устойчивый образ удивительного мастера, который некогда был «hombre de la vaca» — пастухом, что вызывало особую симпатию к скульптору как к человеку. Персональная выставка 1927 года была явлением новым для аргентинской скульптуры. Среди произведений, представленных на ней, соседствовали выполненные в рост фигуры революционных рабочих со знаменами, «Расстрел» и обнажённая женская натура — «Танец», «Во сне», «Леда и лебедь», «Ева», монументальные и лирические камерные портреты. Перешагнув порог своего пятидесятилетия, Эрьзя предстал перед зрителем во всей полноте своего человеческого опыта, сложности и глубины переживаний.
Здесь впервые в скульптуре использовал южноамериканские породы деревьев. Многие пластические приёмы работы с ними были подсказаны мастеру резными деталями эрзянских изб, затейливым орнаментом деревянных долбленных традиционных сундуков — парей, предметов домашней утвари. Огромное воздействие на Эрьзю оказала сельва: он бывал в лесах Чако, в провинции Мисьонес, где велась разработка особо ценных пород древесины — альгарробо, урундай, кебрачо.
Скульптор не только стал покорителем кебрачо, как писала о нём аргентинская пресса, но и сделал зарисовки типов местного индейского населения; видел остатки древних поселений гуарани; не боялся путешествовать верхом и на лодках. Эрьзя трижды побывал в сельве в 1929 году, когда ему было 54 года, в 1937 году — в возрасте 62 года и в 1941 году — в 66 лет. Для постижения культуры Аргентины и традиций её народа каждая из этих длительных поездок имела огромное значение. Образ жизни индейцев сельвы, их верования и искусство, языческое по своей сути, привлекало Эрьзю. Это также сближало его с самыми значимыми тенденциями становящейся художественной культуры Аргентины.
В лесах Гран Чако скульптор нашёл материал, заметно изменивший всё его искусство. Он возвращается с целым запасом древесины кебрачо, которая покорила его своей плотностью, выразительной текстурой, многообразием природных окрасок — от белого и золотистого до тёмного, коричневого с красноватым оттенком. Тайны обработки этого дерева, название которого в переводе с испанского значит «ломай топор!», ему ещё предстояло открыть.

### Возвращение из эмиграции в СССР

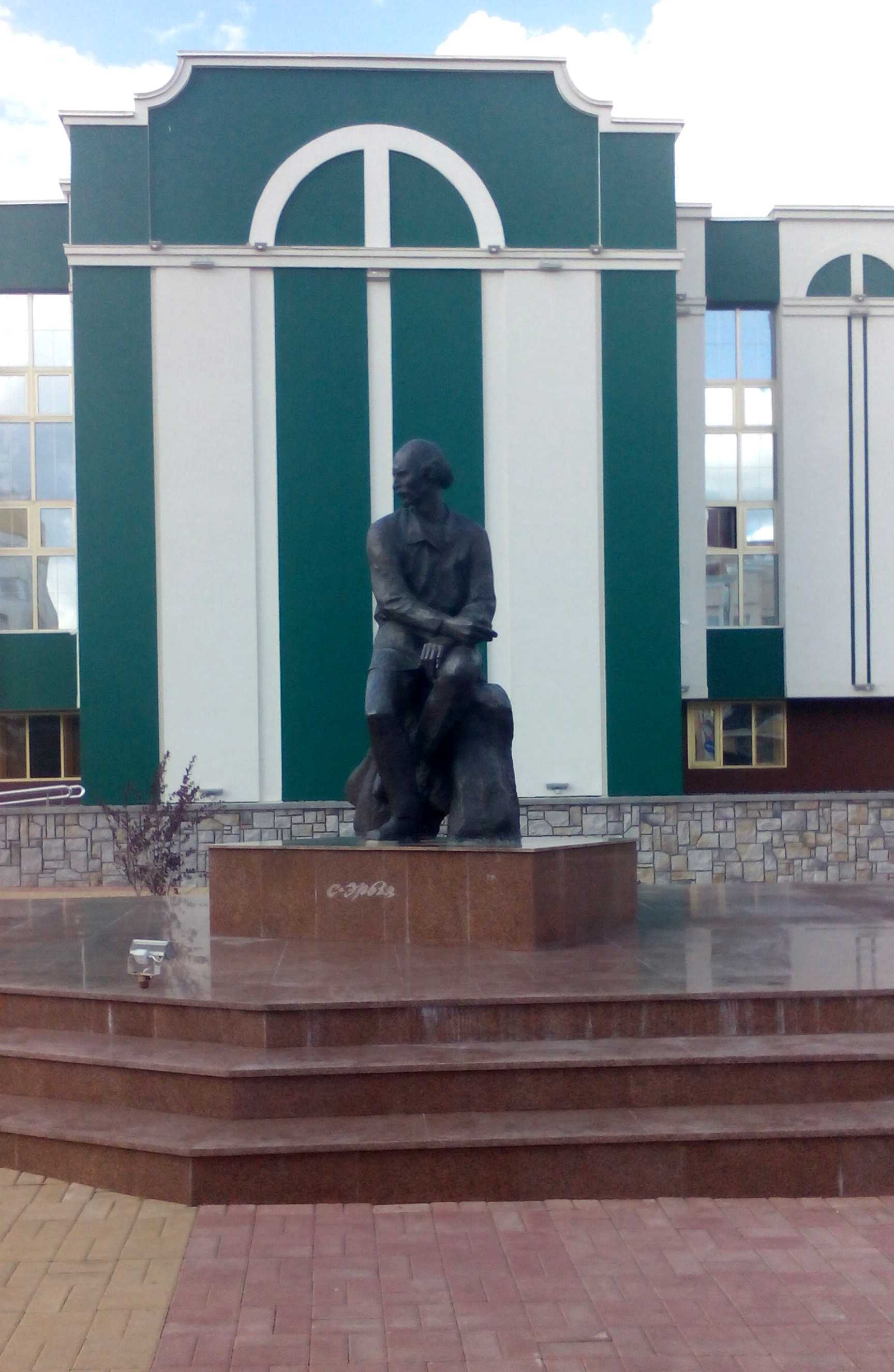
Памятник С. Эрьзе у МРМИИ им. С. Д. Эрьзи, Саранск

В 1950 году получил разрешение советского руководства на возвращение в СССР и в 1951 году приехал на родину, привезя огромную коллекцию своих работ (180 скульптур из дерева, гипса, бронзы, мрамора — общей массой 175 тонн). По возвращении художника в СССР правительство выделило ему мастерскую в Москве в районе Сокола — Песчаных улиц в подвале, где Эрьзя работал и устроил постоянную выставку своих работ. Чтобы посетить её, нужно было всегда отстоять длинную очередь. Автор, с редкой длинной бородой, как правило, сам провожал посетителей по подвалу.
В 1956 году Эрьзя был награждён орденом Трудового Красного Знамени.
Скончался в Москве 24 ноября 1959 года. Похоронен в Саранске.

## Псевдоним скульптора

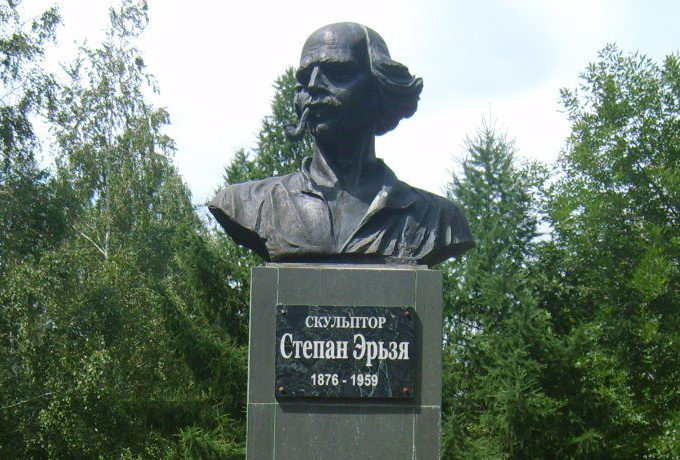
Памятник С. Нефёдову в Ульяновске

Мемориальная доска в Москве на 2-й Песчаной улице

Псевдоним отражает принадлежность художника к этнической группе эрзя в составе мордовских народов.
Всё творчество Эрьзи проникнуто чувством глубокого патриотизма. Живя подолгу в разных странах, он всегда помнил о своём народе и горячо любил его. Эта любовь выразилась и в выборе псевдонима скульптора, происходящего от названия народа эрзя, к которому он принадлежал, и в создании галереи национальных типов: «Эрзянка» (1915), «Голова мордовки» (1917), «Крестьянин-мордвин» (1937), «Старик мордвин» (1940), «Мордвин с папиросой» (1948) и др. В них выражены поэтичность, физическая крепость, основательность, нравственная чистота, из которых складывается эрзянский национальный характер, как, впрочем, и характеры многих других народов.

## Наследие

### Проекты преобразования гор в монументы
- Проект преобразования горы в Альпах в память Чарльзу Дарвину. 1910 год. Италия [стр. 40][10].
- Проект преобразования Александровской сопки (Челябинская губерния) в памятник Великой Октябрьской революции и В. И. Ленину. 1922 год [стр. 36][10].
- Проект преобразования горы Пан-ди-Асукар в двух львов (Бразилия). Высота горы — 395 м. 1934 год [стр. 37][10]
- Проект преобразования гор в скульптурные памятники герою Аргентины Хосе Сан-Мартину (1778—1850) и герою Чили Бернардо О’Хиггинсу (1776—1842). Анды. 1938—1941 гг. [стр. 36][10].
- Проект преобразования Утёса Стеньки Разина в Жигулях и горы Разина в окрестностях Баку в памятник предводителю крестьянского восстания. [стр. 31, 32, 33][10].

### Основные скульптурные работы
- «Женщина в шляпе» — портрет А. В. Несытовой[11] (1906)
- «Норвежская женщина» (1910)
- «Портрет балерины Фёдоровой» (1915)
- «Эрзянка» (1915)
- «Калипсо» (1917)
- «Иоанн Креститель» (1919)
- «Мечта» (1919)
- «Спокойствие» (1919)
- «Ева» (1919, мрамор),
- «Спокойствие» (1919, мрамор),
- «Голова Карла Маркса» (1919, мрамор),
- «Памятник уральским коммунарам» (1920; гипс, железо),
- «Памятник великому кузнецу мира» (1920, гипс),
- «Памятник освобождённому труду» (1920, мрамор).
- «Мордовка» (1917)
- «Народный трибун» (1920)
- «Актриса» (1922)
- «Шёпот» (1922)
- «Людвиг ван Бетховен» (1929)
- «Мать с ребёнком» (1929)
- «Обнаженная» (1930)
- «Ассирийка» (1931)
- «Женщина из Индокитая» (1931)
- «Портрет секретаря Рабиндраната Тагора» (1931)
- «Моисей» (1932)
- «Елена» (1934)
- «Боливиец» (1933)
- «Ужас» (1933)
- «Аргентинец» (1934)
- «Пламенный» (1934)
- «Аргентинка» (1935)
- «Спящая мать» (1937)
- «Портрет мордовки» (1938)
- «Француженка» (1938)
- «Портрет матери» (1940)
- «Монашенка» (1941)
- «Казак» (1942)
- «Парагвайка» (1941)
- «Испанка» (1942)
- «Чилийка» (1943)
- «Старик-мордвин» (1943)
- «Тоска» (1944)
- «Боливиец» (1945)
- «Портрет русской женщины» (1948)
- «Женский портрет» (1949)
- «Москвичка» (1953)
- «Любовь» (1955)
- «Портрет обнажённой студентки» (1954)

### Проект «Эрьзиниана»
Проект под названием «Эрьзиниана» стал гордостью Мордовского книжного издательства; его цель — издание трудов, посвящённых С. Д. Эрьзе.
Одним из первых трудов стала исследовательская работа Н. А. Дорфмана «Скульптор Эрьзя» (1975). В 1981 году впервые солидно был издан цветной альбом. В связи с этим в Госкомиздат РСФСР было направлено письмо о выделении Мордовскому книжному издательству 21,6 тонн импортной офсетно-мелованной бумаги для издания альбома объемом 18 печатных листов, тиражом 40 тыс. экз. В альбоме предполагалось поместить 160 цветных иллюстраций. К работе были привлечены высококвалифицированные специалисты Москвы, Ленинграда, Саранска. Запланированный альбом вышел в 1981 году, но не 40-тысячным тиражом, а всего лишь 17-тысячным. Отпечатан он был в одной из лучших на тот момент типографий страны — Московской, 35 Союзполиграфпрома при Государственном комитете СССР по делам издательств, полиграфии и книжной торговли. Этот альбом стал открытием Степана Эрьзи для всей страны.
Вторым книжным интересом из серии «Эрьзиниана» для читателей стала книга В. А. Блинова «Недорисованный портрет» (1991), рассказавшая об уральском периоде жизни скульптора. В 1987 году в Венгрии был выпущен альбом издательства «С. Эрьзя». В последующие году были изданы другие альбомы:
- «Степан Дмитриевич Эрьзя: альбом» / сост. М. Н. Баранова. Саранск, 1989;
- «Скульптор Эрьзя: биограф. Заметки и воспоминания». Саранск, 1995;
- «Эрьзя на Родине: альбом». Саранск, 1996;
- «Степан Эрьзя. О, женщина, краса земная…»: альбом / сост. С. С. Маркова; вступит. ст. и сост. каталога О. Г. Беломоевой. Саранск, 2001;
- «Скульптор Эрьзя: книга-альбом» / авт.-сост. М. Н. Баранова, В. С. Ионова; фот. В. И. Почаев. Саранск, 2006.

## Память

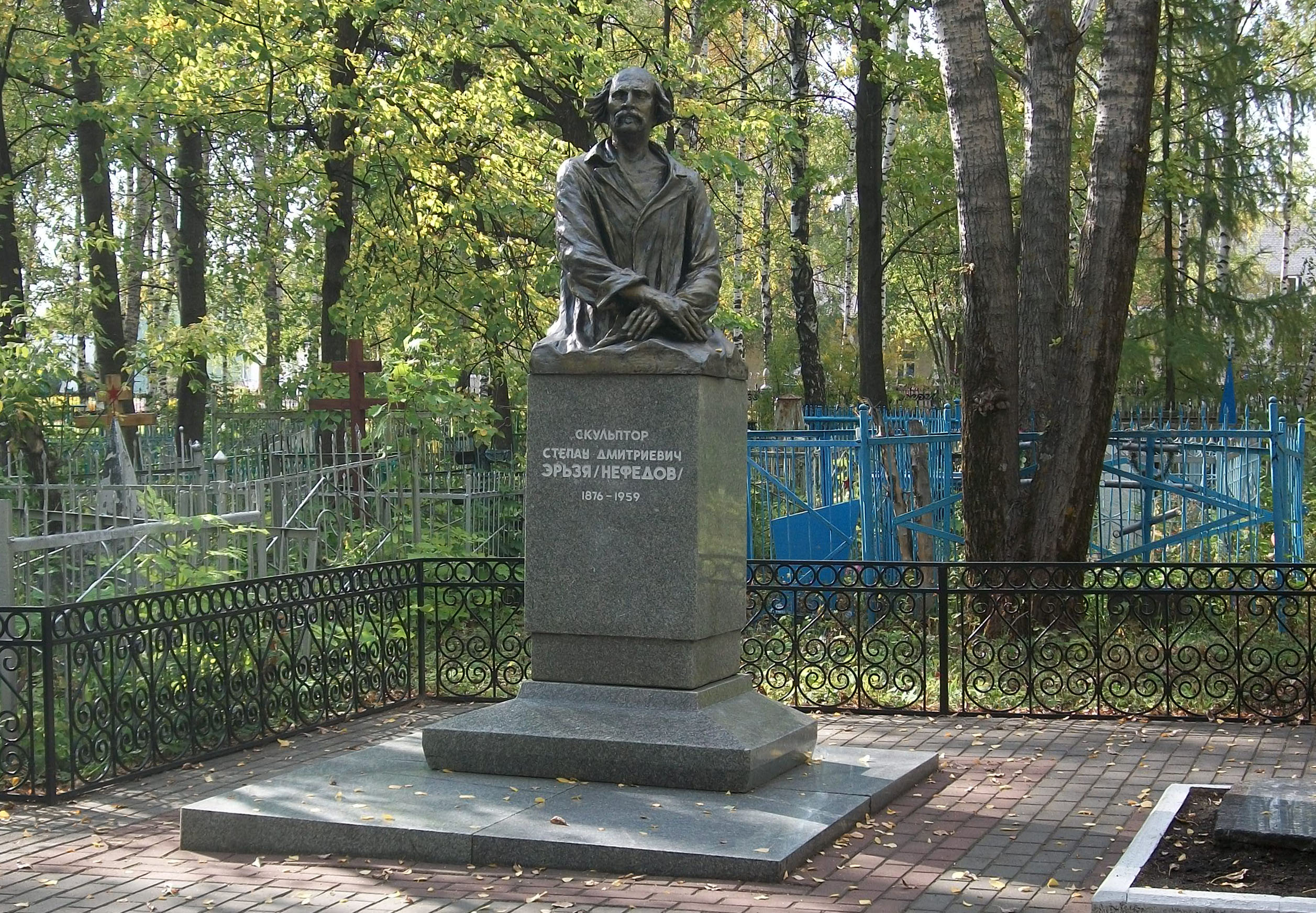
Памятник на могиле С. Д. Эрьзи. Мемориальное кладбище в Саранске

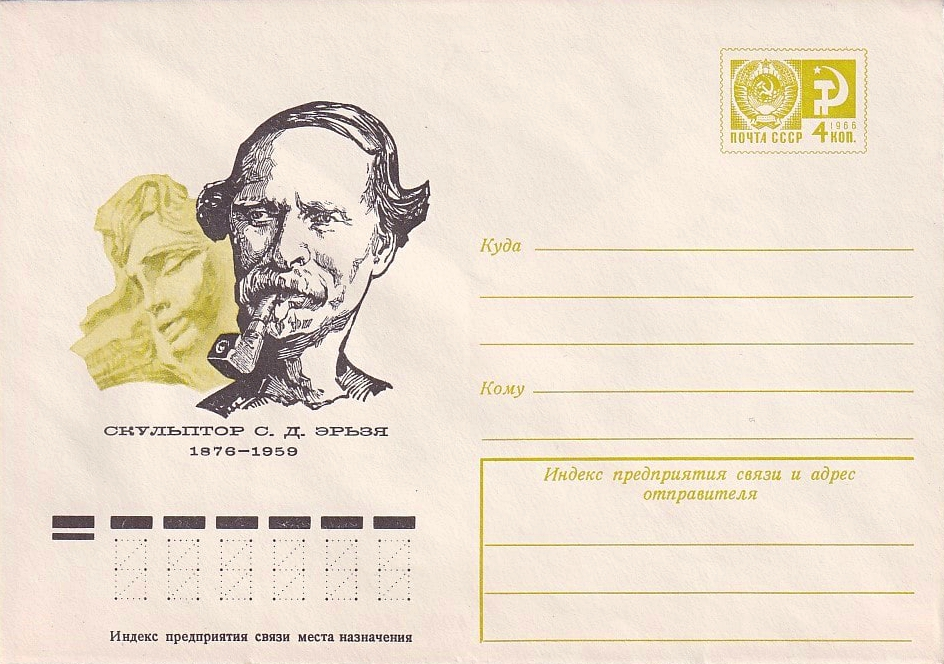
ХМК СССР, 1976. Скульптор С. Д. Эрьзя

- В 2007 году с целью поиска, исследования, сохранения и популяризации универсального культурного наследия Степана Эрьзи создан Международный Фонд искусств имени С. Д. Эрьзи.[значимость факта?]
- В 1995 году именем Эрьзи был назван основанный в 1960-м Мордовский республиканский музей изобразительных искусств имени С. Д. Эрьзи, который является крупным владельцем его работ. Художник является одним из самых знаменитых людей Мордовии.
- На родине скульптора, в селе Баево существует Дом-музей С. Д. Эрьзи.
- В честь С. Д. Эрьзи названы бульвар в Саранске, улица в Ардатове и детская художественная школа в Новороссийске.
- В Москве на фасаде дома № 3 по 2-й Песчаной улице, где с 1953 по 1959 годы находилась мастерская художника, установлена мемориальная доска (скульптор — И. П. Казанский)[15].
- Улица Степана Эрьзи появилась в Москве на месте Проектируемого проезда № 948, который расположен между улицами Новостроевская и улицей Староникольская в Щербинке[16] недалеко от Международного фонда искусств имени С. Д. Эрьзи.
- Памятник скульптору работы Дмитрия Тугаринова находится в парке «Музеон» в Москве. Эрьзя изображён за работой, возле дерева. У его ног — верный друг мастера, собака[17].
- 30 ноября 2021 года в Москве состоялось открытие культурного центра «Эрьзя-центр» — нового арт-пространства в Даниловском районе Москвы. Открытие центра было инициировано Международным фондом искусств имени Эрьзи в рамках празднования 145-й годовщины со дня рождения скульптора.[18]

### 140-летие С. Эрьзи
- проект «Начало вечности» (организатор — Международный фонд искусств имени С. Д. Эрьзи[19], даты реализации 3 февраля 2015 года — 24 ноября 2016 года, Фонд им. С. Д. Эрьзи будет рассказывать о творческом пути, жизни и шедеврах «русского Родена». Планируются выставки, творческие вечера в странах, которые вдохновляли великого мастера — России, Азербайджане, Аджарии, Италии, Аргентине).
- подготовка документального полнометражной кинопоэмы «ЭРЬЗЯ»[20] (производство продюсерского центра «Искусство продвижения кино» (г. Москва), режиссёр-постановщик Сергей Головецкий, оператор-постановщик Ирина Уральская).
- 13 мая — открытие выставки «Сергей Конёнков и Степан Эрьзя: великие соратники, великие соперники» в Мемориальном музее-мастерской Конёнкова, организованной Международным фондом искусств имени С. Д. Эрьзи[21] (дата и место проведения: Мемориальный музей «Творческая мастерская С. Т. Конёнкова», 13 мая — 13 сентября 2016).
- 15 апреля — открытие выставки в рамках художественного проекта «Год Степана Эрьзи в Эстонии»[22] (организаторы эрзянское общество культуры «Сятко»[23] совместно с Таллинским городским музеем, дата и место проведения: Таллинский Русский музей[24], 15 апреля — 15 мая[23]).
- 15 июня — открытие выставки «Степан Эрьзя. 1876—1959»[25] в Русском музее (Санкт-Петербург) (дата и место проведения: Михайловский замок, 15 июня — 8 августа 2016).
- 8 ноября состоялась Мировая премьера документальной полнометражной кинопоэмы «Возвращение гения»[26][27]. Автор и режиссёр — Андрей Новоселов. Производство — «Искусство продвижения кино» и «Фронт Лайн Студио». Съёмки фильма проходили в нескольких странах, среди которых Россия и Аргентина. На сегодня фильм «Возвращение гения» — это самая масштабная киноработа по изучению феномена творчества и жизни великого мордовского скульптора. На Международном кинофестивале в Буэнос-Айресе ANSFF 2017 фильм «Возвращение гения» получил одну из главных наград — «Best documentary film cinematography (Лучший документальный фильм)».[28][29][30] Картина также уже была показана в рамках 39-го Московского международного кинофестиваля (https://unikino.ru/39mmkf-rp/ Архивная копия от 19 октября 2017 на Wayback Machine) и вошла в главную конкурсную программу на фестивале «Окно в Европу» 2017[31][32], а также была представлена в программе «Спецпоказ» 27- го Международного кинофестиваля «Послание к человеку»[33].